# Tempel (Mondkrater)
Tempel ist ein stark erodierter Einschlagkrater auf der Mondvorderseite westlich des Mare Tranquillitatis, dessen westlicher Rand von dem Krater Agrippa überdeckt wird. Der Wall ist unregelmäßig und stellenweise ganz eingeebnet.
Der Krater wurde 1935 von der IAU nach dem deutschen Astronomen Ernst Wilhelm Leberecht Tempel offiziell benannt.